# Гуневич, Боян
Боян Гуневич (хорв. Bojan Gunjević, род. 11 декабря 1987) — хорватский шоссейный велогонщик.

## Карьера
Многократный призёр чемпионата Хорватии в индивидуальной гонке. Чемпион Хорватии по велокроссу
Выступал на гонках проходящих по территории бывшей Югославии.

## Достижения

### Шоссе
2015
3-й на Чемпионат Хорватии — индивидуальная гонка
2017
2-й на Чемпионат Хорватии — индивидуальная гонка
2018
2-й на Чемпионат Хорватии — индивидуальная гонка
2019
2-й на Чемпионат Хорватии — индивидуальная гонка

### Велокросс
2015-2016
 Чемпион Хорватии
2016-2017
 Чемпион Хорватии

## Рейтинги
| Год                 | 2015  | 2016 | 2017   | 2018   | 2019   |
| ------------------- | ----- | ---- | ------ | ------ | ------ |
| Мировой рейтинг UCI |       | -    | 1714-й | 1592-й | 1078-й |
| Европейский тур UCI | 792-й | -    | 1093-й | 1021-й | 766-й  |
|                     |       |      |        |        |        |
| Источник: UCI       |       |      |        |        |        |